# Ayoze Pérez
Artikeln följer den spanska namnseden; faderns efternamn är Pérez och moderns efternamn Gutiérrez.
Ayoze Pérez Gutiérrez, född 29 juli 1993, är en spansk fotbollsspelare. (anfallare)

## Karriär
Den 4 juli 2019 värvades Pérez av Leicester City, där han skrev på ett fyraårskontrakt. Den 31 januari 2023 lånades Pérez ut till Real Betis på ett låneavtal över resten av säsongen.